# 纳匝勒的圣家堂
納匝勒的圣家堂（芬蘭語：Nasaretin pyhän perheen kirkko）是一座罗马天主教教堂，位于芬兰奥卢Koskela区。
该堂由建筑师Gabriel Geronzi设计。1989年教宗若望保禄二世在访问芬兰期间为该堂奠基。工程的第一阶段完成于1991年，第二阶段完成于2000年。
納匝勒的圣家堂区成立于1992年，包括北博滕区和拉普兰区，是芬兰最北部的天主教堂区。